# Fortunato Luis Pacavira
Fortunato Luis Pacavira (ur. 27 lipca 1978 w Luandzie) – angolski kajakarz specjalizujący się w kajakarstwie klasycznym. Dwukrotny olimpijczyk z 2008 i 2012 roku. W 2008 solo odpadł w pierwszej rundzie zaś w parze do półfinału.
W 2012 r. solo w konkurencji C-1 na 1000m doszedł do finału, tam zajął 6. miejsce przez co ostatecznie wylądował na 14. miejscu. W parze z Nelsonem Henriquesem wystartował w konkurencji C-2 na 1000m, gdzie zajął 4. miejsce, ostatecznie 12. miejsce.